# Алгарве (стадион)
«Алга́рве» (порт. Estádio Algarve) — мультиспортивный стадион, расположенный прямо на границе муниципалитетов Фару и Лоле, Португалия. Является домашней ареной для клубов «Фаренсе» и «Лоулетано», выступающих во втором и третьем дивизионах соответственно, а также сборной Гибралтара по футболу.
Ежегодно в рамках международного турнира на стадионе проходит финал Кубка Алгарве женских сборных по футболу.
Вместимость стадиона — 30 305 человек, он был построен весной 2000 года, а в 2004 являлся одной из арен Чемпионата Европы по футболу. Принимал 3 матча турнира, игры группового этапа: Россия — Испания (0:1) и Греция — Россия (1:2), а также матч 1/4 финала Швеция — Нидерланды (4:5 в серии пенальти).
22-24 июля 2008 года на «Алгарве» проходили матчи Кубка вызова Алгарве, в соревновании приняли участие «Кардифф Сити», «Мидлсбро», «Селтик» и «Витория». Победителем стал «Кардифф Сити», одержавший победы над «Селтиком» и «Виторией»
Кроме футбольных матчей на стадионе проводятся музыкальные фестивали и концерты, в 2007 году стадион был частично переоборудован для проведения «Ралли Португалии» (часть чемпионата мира по ралли), а затем снова стал принимать футбольные матчи.